# Emīlija Sonka
Emīlija Sonka (ur. 4 listopada 1939 w Kuldydze) – łotewska kolarka szosowa i torowa reprezentująca ZSRR, złota medalistka szosowych mistrzostw świata.

## Kariera
Największy sukces w karierze Emīlija Sonka osiągnęła w 1964 roku, kiedy na szosowych mistrzostwach świata w Sallanches zdobyła złoty medal w wyścigu ze startu wspólnego. W zawodach tych wyprzedziła bezpośrednio swą rodaczkę Galinę Judiną oraz Rosę Sels z Belgii. Została tym samym pierwszą w historii reprezentantką ZSRR, która zdobyła złoty medal na szosowych mistrzostwach świata. Był to jednak jedyny medal wywalczony przez Sonkę na międzynarodowej imprezie tej rangi. Na rozgrywanych cztery lata później mistrzostwach świata w Imoli zajęła w tej samej konkurencji ósme miejsce. Łącznie zdobyła dwanaście złotych medali mistrzostw ZSRR, zarówno na torze, jak i na szosie. Nigdy nie wystąpiła na igrzyskach olimpijskich (kobiety zaczęły rywalizację olimpijską w kolarstwie w 1984 roku).